# Victorieux (1673)
Pour les autres navires du même nom, voir Victorieux (navire).
Le Victorieux était un navire portant 108 canons, construit par François Pomet à Rochefort en 1671-1673, et lancé en 1673. Il faisait partie de la première vague de construction navale des débuts du règne de Louis XIV et du ministériat de Colbert. Le Victorieux finit ses derniers jours à Toulon en 1685 après seulement 12 ans de service,. 

## Caractéristiques
Armé de 108 canons, dont 30 de 36 livres sur le pont inférieur, 32 canons de 18 livres sur le pont intermédiaire, et 32 de 12 livres sur le pont supérieur, avec 14 canons de 4 livres sur le bastingage et le gaillard arrière.

## Historique
- Détruit 1685/07